# Masdevallia calura
Masdevallia calura es una especie de orquídea epífita originaria de Costa Rica.

## Descripción
Es una orquídea de pequeño tamaño que prefiere el clima cálido al frío, es de hábitos epífitas, con tallos erectos cubiertos por 2-3 brácteas tubulares con una sola hoja, apical, coriácea, angostamente obovada que florece en una inflorescencia erecta o en forma de arco , de 7 a 12 cm de largo con pocas flores.

## Distribución y hábitat
Es originaria de Costa Rica, donde se encuentra en los bosques montanos en elevaciones de 200 a 2000  metros

## Sinonimia
- Reichantha calura (Rchb.f.) Luer 2006[1][2]